# Колакі (Підляське воєводство)
Колакі (пол. Kołaki) — село в Польщі, у гміні Райґруд Ґраєвського повіту Підляського воєводства.
Населення — 69 осіб (2011).
У 1975-1998 роках село належало до Ломжинського воєводства.

## Демографія
Демографічна структура станом на 31 березня 2011 року:
|          | Загалом | Допрацездатний вік | Працездатний вік | Постпрацездатний вік |
| -------- | ------- | ------------------ | ---------------- | -------------------- |
| Чоловіки | 36      | 11                 | 21               | 4                    |
| Жінки    | 33      | 3                  | 21               | 9                    |
| Разом    | 69      | 14                 | 42               | 13                   |